# Bouenindi Hamanvou
Bouenindi Hamanvou est un village de l'île de Grande Comore à la région d'Itsandra. Il se situe à 1 km de l'aéroport de Hamanvou vers le Nord. Ce village comporte environ 750 habitants (Avec les personnes vivant en métropole)
Bouenindi est l'un des villages les plus évolués de l'archipel avec le développement de l'informatique. Le village possède une mosquée qui réunit chaque jour des dizaines de fidèles et des palachios.